# Valdštejnův dub (Lukov)
Valdštejnův dub u hradu Lukov je památný strom, dub zimní (Quercus petraea), který roste v lesním porostu asi 30-40 metrů jižně od samotného hradu. Strom dosahuje výšky 30 metrů a obvodu kmene 525 cm, chráněn je od 7. května 2010. S vysokou pravděpodobností jde o nejstarší dub Zlínska.

## Základní údaje
- název: Valdštejnův dub na Lukově[2]
- výška: 30 m (2009)[2]
- výška koruny: cca 27 m (2009)[2]
- šířka koruny: cca 15 m (2009)[2]
- obvod: 525 cm (2009)[2]
- věk: 250-300 let (2009)[2], 416 let (pověst)
- zdravotní stav: dobrý /3/ (2009)[2]
- finalista soutěže Strom roku 2009 (1. místo)
- sanace: 2010

## Stav stromu a údržba
Památný dub byl odborně ošetřen evropským arboristou Luďkem Látalem u příležitosti Dne stromů 21. května 2011. Stalo se tak na základě grantu Zdravé stromy pro zítřek (spadá pod Nadaci Partnerství a Společnost pro zahradní a krajinářskou tvorbu), který pro rok 2011 udělil bezplatné ošetření 19 významným stromům České republiky. Zároveň došlo i na ošetření nedalekého památného buku arboristy Radovanem Kučerou a Antonínem Ambrosem.

## Historie a pověsti
Stáří stromu je odhadováno na více než 300 let, pravděpodobně jde o nejstarší dub Zlínského okresu. Podle pověsti byl dub zasazen Albrechtem z Valdštejna, který se tehdy ucházel o ruku Lukrécie Nekšové z Landeka.

## Památné a významné stromy v okolí
- Buk u hradu Lukova
- Břek na ovčírně
- Lípy u Jána